# N-Zone
Die N-Zone ist eine auf Nintendo spezialisierte Videospielezeitschrift der Computec Media. Sie behandelt Themen wie Vorschauen, Tests und Hardware zu aktuellen Nintendo-Spielekonsolen. Hans Ippisch, ehemals Chefredakteur des Magazins, ist inzwischen als Commercial Director tätig. Die Redaktion besteht aus Katharina Pache (Leitung), Lukas Schmid, Johannes Gehrling, Matthias Schöffel und freien Mitarbeitern. Dieselbe Redaktion ist auch zuständig für die Zeitschrift play⁵.

## Geschichte und Inhalt
Die erste Ausgabe der N-Zone, angetrieben und ins Leben gerufen von Hans Ippisch, der zuvor auch die Hefte Amiga Games und SEGA Magazin als Chefredakteur leitete, erschien am 28. Mai 1997 und legte den Fokus auf das neu erschienene Nintendo 64, indem die Zeitschrift Vorschauen zu kommenden Spielen präsentierte, Tests zu aktuellen Games mit einer Wertung im Prozentsystem veröffentlichte und sehr ausführliche Komplettlösungen für bereits erschienene N64-Spiele bereitstellte. Letzteres nahm in den Anfangsjahren den Löwenanteil ein, schwand in der GameCube-Ära zunehmend und ist seit der Wii-Ära bis heute nur gelegentlich, eigentlich eher im Tipps & Tricks-Format, kurz gehalten. Ähnliches gilt für Import-Tests: War es zu N64-Zeiten nahezu eine Selbstverständlichkeit, neue Spiele bereits zum Release in Japan oder den USA mit Import-Tests zu bewerten, wurde dies auf dem GameCube eher zur Ausnahme als zur Regel und so gibt es heute (wohl auch aufgrund der deutlich dichter liegenden Releasezeiträume der einzelnen Regionen) seit Jahren keine Import-Tests mehr. Weitere Inhalte stellen schon immer die News, diverse Reportagen und Leserbriefe dar. Von 1997 bis 2002 bildete die hintere Seite des Heftumschlages je vier Sammelkarten zum Ausschneiden, mit kurzen Tipps und Tricks zu aktuellen Hits.
Zum einjährigen Jubiläum kam Ausgabe 13 im kompletten Silber-Look daher, später wurde fast jedes jährliche Jubiläum mit einem Gewinnspiel gefeiert. Das Magazin blieb sich lange Zeit den Anfängen treu, doch ab der Ausgabe 08/1999 beschloss man, nicht mehr ausschließlich über das Nintendo 64 zu berichten und auch Tests zu neuen Game-Boy- und Game-Boy-Color-Spielen, wenn auch in kleinstem Rahmen, zu veröffentlichen. Ab Ende 1999 regierte schließlich auch in Europa das Pokémon-Phänomen in ungeahntem Ausmaß, wobei sich die N-Zone den Hype zunutze machte. Eine ausführliche Pokémon-Rubrik mit ständig neuen Lesertipps, Zeichnungen, immer beiliegenden Postern und Aufklebern, bei den Ausgaben 29 (10/1999) bis 56 (01/2002) durchgehend mit Pokémon auf dem Cover, fast immer sogar als Hauptmotiv, bescherte dem Heft die mit Abstand erfolgreichste Zeit der damals sehr populären N-Zone, die auch den Game Boy Advance ab dessen Release voll miteinbezog.
Zum Release des Nintendo GameCube wurde die N-Zone ab der Ausgabe 05/2002 komplett umstrukturiert. Neues Logo, professionellere Cover, gebundene, statt geklammerte Heftseiten, neue Schriftart, übersichtlicheres Layout und noch kompetentere Berichte führten zur womöglich souveränsten Zeit des damals „meistverkauften Nintendo-Magazins“ – weg von der Rolle des bunten Pokémon-Blattes, die ohnehin auch das Schwestermagazin Kids Zone einnahm. Die 100. Ausgabe, 08/2005, kam zum Jubiläum mit vier verschiedenen Covern daher. Nach der Einführung des Nintendo DS, erfuhr die N-Zone zum Release der Wii einen erneuten Umbruch: Hans Ippisch dankte als Chefredakteur ab und machte Nachfolgern Platz, helles statt dunkles Layout und eine neue Schriftart hatten eine zeitgemäßere Aufmachung zum Ziel. Während Nintendo selbst mit Wii und DS die größten Erfolge feierte, ging das Interesse an der N-Zone zurück. Gründe dafür waren, dass der letzte Umbruch weniger positiv aufgenommen wurde, das Internet als neue Informationsquelle stark mit den Videospiel-Magazinen konkurrierte und mit dem neuen Erfolg der Nintendo Wii auch neue Nintendo-Hefte auf den Markt kamen. Die N-Zone musste schließlich sogar den Schriftzug „Meistverkauftes Nintendo-Magazin“ an die Konkurrenz, das Offizielle Wii-Magazin, abgeben. So lautete der Schriftzug ab 03/2009 „Das meistverkaufte monatliche Nintendo-Magazin“ und ab 11/2009 bis heute „Deutschlands großes Nintendo-Magazin“.
Mit dem rückläufigen Interesse an der N-Zone verließen immer mehr etablierte Reporter das Magazin. Ab Ausgabe 03/2010 wurden die Seiten im Allgemeinen verkleinert, um Papierkosten einzusparen. Unter Chefredakteur Christoph Kraus, der bereits unter Hans Ippisch mitgearbeitet hatte, erschienen auch 2011 der Nintendo 3DS und 2012 die Wii U, halfen jedoch dem Magazin auch nicht zurück zu altem Ruhm, stattdessen wurde Kritik laut, dass das Heft inzwischen unnötig aufgebläht sei. Für die Inhalte hatte sich mittlerweile fast ausschließlich Kraus verantwortet, der die Redaktion nach Ausgabe 03/2013 verließ. Daraufhin krempelte man die N-Zone wieder komplett um und kehrte vor allen Dingen wieder zu geklammerten Heftseiten wie zur N64-Ära zurück. Das neue Team unter den Chefredakteuren Thomas Eder und Viktor Eippert schaffte wieder Struktur, Souveränität und kritische Berichterstattung. Dieser Aufwärtstrend bewahrte die N-Zone vor der Einstellung des Magazins, doch nun war das generelle Interesse im Gegensatz zum Wii-Zeitalter aufgrund der gefloppten Wii-U-Konsole und dem daraus resultierenden Mangel an Software niedriger. Die Ausgabe 09/2016 sollte schließlich die erste N-Zone-Ausgabe ohne einen Test zu einem Spiel für eine Nintendo-Konsole werden.
Im Zeitalter der Nintendo Switch konnte die N-Zone aufgrund von neuerscheinenden Spielen, die zuvor auf Wii U mangelhaft vorhanden waren, wieder an Relevanz gewinnen. Nachdem der Posten der Chefredakteurin an Katharina Pache weitergegeben wurde, änderte sich einiges: Abonnenten der Zeitschriften erhielten ihre Heftzusendungen nicht länger verpackt oder geschützt, sodass eine Vielzahl von Beschwerden aufgrund zerstörter und beschädigter Hefte auf ungeschütztem Postweg entstand. Kritisiert wurde auch, dass das bewährte prozentuale Wertungssystem mit der Ausgabe 04/2019 auf ein Zehn-Punkte-System umgestellt wurde, sich die deutliche Mehrheit aller Tests seither jedoch auf die Wertungen 7/10 und 8/10 beschränkt. Beispielsweise erhielten in Ausgabe 11/2022 alle im Heft vorhandenen Tests die einheitliche Wertung 8/10. Im Gegenzug erhöhte die N-Zone den langjährigen Preis von 3,30 € für ein Heft innerhalb weniger Jahre zunächst auf 3,50 €, gefolgt von 3,90 €, 4,50 €, 4,90 € auf 5,50 € Ende 2020 und auf 5,99 € seit Ausgabe 01/2022. Ab Ausgabe 02/2023, als der Preis nochmals auf 6,50 € pro Heft angehoben wurde, übernahm wieder Viktor Eippert als Leitender Redakteur, die bisherige Leitende Redakteurin Katharina Pache wurde reine Online-Redakteurin. Ab Ausgabe 03/2024 übernahm Sascha Lohmüller den Posten des Redaktionsleiters Print für die N-Zone und löste Viktor Eippert als Leitenden Redakteur ab.

## Ausgabenliste
| Nr. | Ausgabe | Erschienen | Titelmotiv                                                                                        | Deutschland-Tests                      | Höchste Deutschland-Wertung dieser Ausgabe |
| --- | ------- | ---------- | ------------------------------------------------------------------------------------------------- | -------------------------------------- | --- |
| 1   | 06/1997 | 28.05.1997 | Mario Kart 64                                                                                     | 7x N64                                 | Super Mario 64 (N64, 91 %) |
| 2   | 07/1997 | 25.06.1997 | Donkey Kong Country                                                                               | 3x N64                                 | International Superstar Soccer 64 (N64, 89 %) |
| 3   | 08/1997 | 30.07.1997 | Bowser aus Super Mario 64                                                                         | 2x N64                                 | Blast Corps (N64, 84 %) |
| 4   | 09/1997 | 27.08.1997 | Lylat Wars                                                                                        | 2x N64                                 | Lylat Wars (N64, 84 %) |
| 5   | 10/1997 | 24.09.1997 | Diddy Kong Racing                                                                                 | 2x N64                                 | F1 Pole Position 64 (N64, 76 %) |
| 6   | 11/1997 | 29.10.1997 | Super Mario 64                                                                                    | 6x N64                                 | Diddy Kong Racing (N64, 92 %) |
| 7   | 12/1997 | 26.11.1997 | Yoshi’s Story                                                                                     | 6x N64                                 | NFL Quarterback ’98 (N64, 89 %) |
| 8   | 01/1998 | 23.12.1997 | Diddy Kong Racing                                                                                 | 2x N64                                 | FIFA 98 (N64, 90 %) |
| 9   | 02/1998 | 28.01.1998 | Wizpig aus Diddy Kong Racing                                                                      | 3x N64                                 | Wayne Gretzky's 3D Hockey ’98 (N64, 76 %) |
| 10  | 03/1998 | 25.02.1998 | Banjo-Kazooie                                                                                     | 4x N64                                 | NHL Breakaway ’98 (N64, 90 %) |
| 11  | 04/1998 | 25.03.1998 | Turok 2: Seeds of Evil                                                                            | 5x N64                                 | Mystical Ninja (N64, 85 %) |
| 12  | 05/1998 | 29.04.1998 | The Legend of Zelda: Ocarina of Time                                                              | 5x N64                                 | FIFA Fussball WM 1998 (N64, 90 %) |
| 13  | 06/1998 | 27.05.1998 | Super Mario 64                                                                                    | 6x N64                                 | Forsaken (N64, 91 %) |
| 14  | 07/1998 | 24.06.1998 | Turok 2: Seeds of Evil                                                                            | 3x N64                                 | Banjo-Kazooie (N64, 93 %) |
| 15  | 08/1998 | 29.07.1998 | Mission: Impossible: Operation Surma                                                              | 1x N64                                 | Iggy’s Reckin' Balls (N64, 85 %) |
| 16  | 09/1998 | 26.08.1998 | Wipeout 64                                                                                        | 8x N64                                 | International Superstar Soccer 98 (N64, 89 %) |
| 17  | 10/1998 | 30.09.1998 | V-Rally                                                                                           | 5x N64                                 | 1080° Snowboarding (N64, 86 %) |
| 18  | 11/1998 | 28.10.1998 | Turok 2: Seeds of Evil                                                                            | 12x N64                                | Turok 2: Seeds of Evil (N64, 92 %), F-Zero X (N64, 92 %), NHL ’99 (N64, 92 %)                                                                        |
| 19  | 12/1998 | 25.11.1998 | The Legend of Zelda: Ocarina of Time                                                              | 7x N64                                 | The Legend of Zelda: Ocarina of Time (N64, 97 %) |
| 20  | 01/1999 | 23.12.1998 | Super Mario 64                                                                                    | 7x N64                                 | Top Gear Overdrive (N64, 88 %) |
| 21  | 02/1999 | 27.01.1999 | Donkey Kong aus Mario Party                                                                       | 2x N64                                 | Star Wars: Rogue Squadron (N64, 80 %) |
| 22  | 03/1999 | 24.02.1999 | Castlevania                                                                                       | 2x N64                                 | Micro Machines 64 Turbo (N64, 85 %) |
| 23  | 04/1999 | 31.03.1999 | Hybrid Heaven                                                                                     | 7x N64                                 | FIFA 99 (N64, 90 %) |
| 24  | 05/1999 | 28.04.1999 | Shadow Man                                                                                        | 6x N64                                 | F1 World Grand Prix 2 (N64, 88 %), All Star Baseball 2000 (N64, 88 %)                                                                                |
| 25  | 06/1999 | 26.05.1999 | Star Wars Episode I: Racer                                                                        | 3x N64                                 | Star Wars: Episode I Racer (N64, 87 %) |
| 26  | 07/1999 | 30.06.1999 | Donkey Kong 64                                                                                    | 1x N64                                 | Command & Conquer (N64, 84 %) |
| 27  | 08/1999 | 28.07.1999 | Mario Golf                                                                                        | 2x N64, 5x GBC                         | F1 World Grand Prix (GBC, 90 %) |
| 28  | 09/1999 | 25.08.1999 | Shadow Man                                                                                        | 4x N64, 2x GBC                         | Shadow Man (N64, 93 %) |
| 29  | 10/1999 | 29.09.1999 | Zelda Gaiden                                                                                      | 10x N64, 2x GBC                        | The New Tetris (N64, 91 %) |
| 30  | 11/1999 | 27.10.1999 | Turok: Legenden des verlorenen Landes                                                             | 10x N64, 5x GBC                        | Rayman 2: The Great Escape (N64, 94 %) |
| 31  | 12/1999 | 24.11.1999 | Donkey Kong 64                                                                                    | 5x N64, 5x GBC                         | Donkey Kong 64 (N64, 95 %) |
| 32  | 01/2000 | 29.12.1999 | WWF Wrestlemania                                                                                  | 11x N64, 2x GBC                        | Armorines Project S.W.A.R.M. (N64, 90 %), Mario Golf (GBC, 90 %)                                                                                     |
| 33  | 02/2000 | 26.01.2000 | Mario Party 2                                                                                     | 6x N64, 3x GBC                         | Ruff & Tumble (N64, 87 %), Vigilante 8: 2. Herausforderung (N64, 87 %)                                                                               |
| 34  | 03/2000 | 23.02.2000 | Ash und Pikachu aus Pokémon                                                                       | 8x N64, 3x GBC                         | Ridge Racer 64 (N64, 90 %) |
| 35  | 04/2000 | 29.03.2000 | Glurak aus Pokémon                                                                                | 6x N64, 3x GBC                         | Pokémon Stadium (N64, 93 %) |
| 36  | 05/2000 | 26.04.2000 | Ash und Pikachu aus Pokémon                                                                       | 5x N64, 5x GBC                         | Metal Gear Solid (GBC, 90 %) |
| 37  | 06/2000 | 31.05.2000 | Team Rocket aus Pokémon                                                                           | 5x GBC                                 | Wario Land 3 (GBC, 88 %) |
| 38  | 07/2000 | 28.06.2000 | Pikachu aus Pokémon                                                                               | 1x N64, 7x GBC                         | Pokémon Gelbe Edition (GBC, 93 %) |
| 39  | 08/2000 | 26.07.2000 | Perfect Dark                                                                                      | 4x GBC                                 | Croc (GBC, 88 %) |
| 40  | 09/2000 | 30.08.2000 | Mewtu aus Pokémon Stadium 2                                                                       | 5x N64, 5x GBC                         | Pokémon Snap (N64, 95 %) |
| 41  | 10/2000 | 27.09.2000 | Nintendo GameCube und Game Boy Advance                                                            | 2x N64, 6x GBC                         | Pokémon Pinball (GBC, 89 %) |
| 42  | 11/2000 | 25.10.2000 | The Legend of Zelda: Majora’s Mask                                                                | 4x N64, 5x GBC                         | The Legend of Zelda: Majora’s Mask (N64, 96 %) |
| 43  | 12/2000 | 29.11.2000 | Ash und Lugia aus Pokémon                                                                         | 6x N64, 5x GBC                         | The World Is Not Enough (N64, 92 %) |
| 44  | 01/2001 | 27.12.2000 | Hey You, Pikachu! und Banjo-Tooie                                                                 | 1x N64, 5x GBC                         | Star Wars: Obi-Wan's Adventure (GBC, 86 %) |
| 45  | 02/2001 | 31.01.2001 | Ash aus Pokémon und Star Wars: Battle for Naboo                                                   | 1x N64, 5x GBC                         | Woody Woodpecker Racing (GBC, 83 %) |
| 46  | 03/2001 | 28.02.2001 | Nintendo GameCube und Game Boy Advance                                                            | 3x N64, 7x GBC                         | Mario Tennis (GBC, 89 %) |
| 47  | 04/2001 | 28.03.2001 | Pokémon Goldene und Silberne Edition                                                              | 3x N64, 6x GBC                         | Pokémon Goldene und Silberne Edition (GBC, 94 %) |
| 48  | 05/2001 | 25.04.2001 | Ho-oh und Lugia aus Pokémon Goldene und Silberne Edition                                          | 1x N64, 9x GBC                         | Road Champs: BXS Stunt Biking (GBC, 85 %) |
| 49  | 06/2001 | 30.05.2001 | Ash aus Pokémon, Nintendo GameCube                                                                | 2x N64, 1x GBA, 5x GBC                 | Excitebike 64 (N64, 86 %), Rayman Advance (GBA, 86 %)                                                                                                |
| 50  | 07/2001 | 27.06.2001 | Nintendo GameCube und Game Boy Advance                                                            | 1x N64, 12x GBA, 6x GBC                | Tony Hawk’s Pro Skater 2 (GBA, 88 %) |
| 51  | 08/2001 | 25.07.2001 | Donkey Kong 64                                                                                    | 2x GBA, 6x GBC                         | Bomberman Tournament (GBA, 84 %), Spider-Man 2: Sinister Six (GBC, 84 %)                                                                             |
| 52  | 09/2001 | 29.08.2001 | Pokémon Kristall-Edition und Mario Kart: Super Circuit                                            | 1x N64, 3x GBA, 4x GBC                 | Tony Hawk’s Pro Skater 2 (N64, 91 %), Mario Kart: Super Circuit (GBA, 91 %)                                                                          |
| 53  | 10/2001 | 26.09.2001 | Pokémon Stadium 2 und Nintendo GameCube                                                           | 2x N64, 10x GBA, 5x GBC                | The Legend of Zelda: Oracle of Ages/Oracle of Seasons (GBC, 92 %)                                                                                    |
| 54  | 11/2001 | 31.10.2001 | Mario aus Super Smash Bros. Melee                                                                 | 1x N64, 12x GBA, 5x GBC                | Pokémon Kristall-Edition (GBC, 94 %) |
| 55  | 12/2001 | 28.11.2001 | The Legend of Zelda: Oracle of Ages/Oracle of Seasons                                             | 22x GBA, 5x GBC                        | Denki Blocks (GBA, 85 %), Klonoa: Empire of Dreams (GBA, 85 %), Resident Evil Gaiden (GBC, 85 %)                                                     |
| 56  | 01/2002 | 27.12.2001 | Donkey Kong aus Super Smash Bros. Melee                                                           | 9x GBA, 2x GBC                         | Doom (GBA, 86 %) |
| 57  | 02/2002 | 30.01.2002 | Turok Evolution                                                                                   | 10x GBA                                | Advance Wars (GBA, 88 %) |
| 58  | 03/2002 | 27.02.2002 | Star Wars: Rogue Squadron II – Rogue Leader                                                       | 13x GBA                                | Crash Bandicoot XS (GBA, 86 %) |
| 59  | 04/2002 | 27.03.2002 | Mario Tennis                                                                                      | 15x GBA                                | Super Mario World: Super Mario Advance 2 (GBA, 92 %)                                                                                                 |
| 60  | 05/2002 | 24.04.2002 | Nintendo GameCube und Resident Evil                                                               | 22x GCN, 5x GBA                        | Star Wars: Rogue Squadron II – Rogue Leader (GCN, 90 %)                                                                                              |
| 61  | 06/2002 | 22.05.2002 | Super Smash Bros. Melee                                                                           | 4x GCN, 5x GBA                         | Super Smash Bros. Melee (GCN, 85 %) |
| 62  | 07/2002 | 19.06.2002 | Spider-Man: The Movie                                                                             | 5x GCN, 8x GBA                         | Pikmin (GCN, 88 %) |
| 63  | 08/2002 | 17.07.2002 | Super Mario Sunshine                                                                              | 6x GCN, 9x GBA                         | Breath of Fire II (GBA, 86 %) |
| 64  | 09/2002 | 21.08.2002 | Resident Evil                                                                                     | 4x GCN, 7x GBA                         | Aggressive Inline (GCN, 89 %), Castlevania: Harmony of Dissonance (GBA, 89 %)                                                                        |
| 65  | 10/2002 | 18.09.2002 | Super Mario Sunshine                                                                              | 7x GCN, 13x GBA                        | Super Mario Sunshine (GCN, 91 %) |
| 66  | 11/2002 | 16.10.2002 | Perfect Dark                                                                                      | 14x GCN, 7x GBA                        | Eternal Darkness: Sanity’s Requiem (GCN, 90 %) |
| 67  | 12/2002 | 20.11.2002 | Star Fox Adventures                                                                               | 23x GCN, 8x GBA                        | Star Fox Adventures (GCN, 91 %) |
| 68  | 01/2003 | 18.12.2002 | Metroid Prime                                                                                     | 14x GCN, 11x GBA                       | Tony Hawk’s Pro Skater 4 (GCN, 92 %) |
| 69  | 02/2003 | 15.01.2003 | The Legend of Zelda: The Wind Waker                                                               | 7x GCN, 8x GBA                         | Doom 2: Hell on Earth (GBA, 87 %) |
| 70  | 03/2003 | 19.02.2003 | Resident Evil Zero                                                                                | 10x GCN, 6x GBA                        | Resident Evil Zero (GCN, 89 %), Rayman 3: Hoodlum Havoc (GCN, 89 %)                                                                                  |
| 71  | 04/2003 | 19.03.2003 | Metroid Prime                                                                                     | 20x GCN, 9x GBA                        | Metroid Prime (GCN, 94 %) |
| 72  | 05/2003 | 16.04.2003 | P.N.03                                                                                            | 10x GCN, 11x GBA                       | The Legend of Zelda: The Wind Waker (GCN, 95 %) |
| 73  | 06/2003 | 21.05.2003 | Enter the Matrix                                                                                  | 7x GCN, 6x GBA                         | Tom Clancy’s Splinter Cell (GCN, 90 %) |
| 74  | 07/2003 | 18.06.2003 | Wario World                                                                                       | 11x GCN, 11x GBA                       | Wario World (GCN, 87 %), Donkey Kong Country (GBA, 87 %)                                                                                             |
| 75  | 08/2003 | 16.07.2003 | True Crime: Streets of LA                                                                         | 7x GCN, 7x GBA                         | Pokémon Rubin- und Saphir-Edition (GBA, 87 %) |
| 76  | 09/2003 | 13.08.2003 | F-Zero GX                                                                                         | 2x GCN, 2x GBA                         | P.N.03 (GCN, 79 %) |
| 77  | 10/2003 | 10.09.2003 | Mario Golf: Toadstool Tour                                                                        | 4x GCN, 4x GBA                         | Soul Calibur II (GCN, 90 %), Madden NFL 2004 (GCN, 90 %)                                                                                             |
| 78  | 11/2003 | 08.10.2003 | Star Wars: Rogue Squadron III – Rebel Strike                                                      | 13x GCN, 6x GBA                        | Viewtiful Joe (GCN, 90 %), Advance Wars 2: Black Hole Rising (GBA, 90 %), Final Fantasy Tactics Advance (GBA, 90 %)                                  |
| 79  | 12/2003 | 05.11.2003 | Mario Kart: Double Dash!!                                                                         | 14x GCN, 17x GBA                       | F-Zero GX (GCN, 91 %), Star Wars: Rogue Squadron III – Rebel Strike (GCN, 91 %)                                                                      |
| 80  | 01/2004 | 03.12.2003 | 1080° Avalanche                                                                                   | 12x GCN, 8x GBA                        | Tony Hawk’s Underground (GCN, 90 %) |
| 81  | 02/2004 | 30.12.2003 | Metal Gear Solid: The Twin Snakes                                                                 | 7x GCN, 15x GBA                        | Tony Hawk’s Underground (GBA, 92 %) |
| 82  | 03/2004 | 28.01.2004 | Mario und Nintendo GameCube                                                                       | 6x GCN, 6x GBA                         | Harvest Moon: Friends of Mineral Town (GBA, 90 %) |
| 83  | 04/2004 | 25.02.2004 | Final Fantasy Crystal Chronicles                                                                  | 7x GCN, 9x GBA                         | Prince of Persia: The Sands of Time (GCN, 91 %) |
| 84  | 05/2004 | 24.03.2004 | Resident Evil 4                                                                                   | 12x GCN, 8x GBA                        | Metal Gear Solid: The Twin Snakes (GCN, 90 %), Metroid: Zero Mission (GBA, 90 %)                                                                     |
| 85  | 06/2004 | 21.04.2004 | The Legend of Zelda: Four Swords Adventures                                                       | 6x GCN, 6x GBA                         | Pokémon Colosseum (GCN, 90 %) |
| 86  | 07/2004 | 19.05.2004 | Mario Golf: Toadstool Tour                                                                        | 2x GCN, 4x GBA                         | Boktai: The Sun is in Your Hand (GBA, 88 %) |
| 87  | 08/2004 | 16.06.2004 | Nintendo DS und Metroid Prime 2: Echoes                                                           | 3x GCN, 4x GBA                         | Donkey Kong Country 2 (GBA, 87 %) |
| 88  | 09/2004 | 14.07.2004 | Spider-Man 2                                                                                      | 4x GCN, 4x GBA                         | Fire Emblem (GBA, 91 %) |
| 89  | 10/2004 | 11.08.2004 | Resident Evil 4                                                                                   | 2x GCN, 4x GBA                         | Kirby & die wundersame Spiegelwelt (GBA, 83 %) |
| 90  | 11/2004 | 08.09.2004 | Pikmin 2                                                                                          | 9x GCN, 4x GBA                         | Madden NFL 2005 (GCN, 91 %) |
| 91  | 12/2004 | 06.10.2004 | Metroid Prime 2: Echoes                                                                           | 6x GCN, 3x GBA                         | Tony Hawk’s Underground 2 (GCN, 91 %) |
| 92  | 13/2004 | 03.11.2004 | Nintendo DS und Need for Speed: Underground 2                                                     | 11x GCN, 8x GBA                        | Metroid Prime 2: Echoes (GCN, 94 %) |
| 93  | 01/2005 | 01.12.2004 | Batman Begins                                                                                     | 8x GCN, 15x GBA                        | Prince of Persia: Warrior Within (GCN, 92 %) |
| 94  | 02/2005 | 05.01.2005 | Nintendo DS                                                                                       | 4x GCN, 6x GBA                         | NFL Street 2 (GCN, 82 %) |
| 95  | 03/2005 | 02.02.2005 | Resident Evil 4                                                                                   | 6x GCN, 7x GBA                         | Viewtiful Joe 2 (GCN, 90 %) |
| 96  | 04/2005 | 02.03.2005 | Mario und Nintendo DS                                                                             | 6x GCN, 16x DS, 10x GBA                | Resident Evil 4 (GCN, 95 %) |
| 97  | 05/2005 | 06.04.2005 | The Legend of Zelda: Twilight Princess                                                            | 9x GCN, 1x DS, 13x GBA                 | Tom Clancy’s Splinter Cell: Chaos Theory (GCN, 91 %)                                                                                                 |
| 98  | 06/2005 | 04.05.2005 | Donkey Konga 2                                                                                    | 2x GCN, 3x DS, 9x GBA                  | Boktai 2: Solar Boy Django (GBA, 88 %) |
| 99  | 07/2005 | 01.06.2005 | Nintendo Revolution                                                                               | 2x GCN, 3x DS, 4x GBA                  | Another Code: Doppelte Erinnerung (DS, 85 %) |
| 100 | 08/2005 | 06.07.2005 | Super Mario / Donkey Kong / The Legend of Zelda / Metroid                                         | 3x GCN, 3x DS, 2x GBA                  | killer7 (GCN, 86 %) |
| 101 | 09/2005 | 03.08.2005 | Peter Jackson's King Kong                                                                         | 2x GCN, 2x DS, 4x GBA                  | 2 in 1: Asterix (GBA, 72 %) |
| 102 | 10/2005 | 07.09.2005 | Geist                                                                                             | 5x GCN, 5x DS, 3x GBA                  | Meteos (DS, 90 %) |
| 103 | 11/2005 | 05.10.2005 | Nintendo Revolution                                                                               | 7x GCN, 3x DS, 4x GBA                  | SSX On Tour (GCN, 90 %), Gunstar Future Heroes (GBA, 90 %)                                                                                           |
| 104 | 12/2005 | 02.11.2005 | Mario Kart DS                                                                                     | 12x GCN, 11x DS, 8x GBA                | Tony Hawk’s American Wasteland (GCN, 90 %), Fire Emblem: Path of Radiance (GCN, 90 %), Kirby: Power-Malpinsel (DS, 90 %)                             |
| 105 | 01/2006 | 07.12.2005 | Metroid Prime Hunters                                                                             | 11x GCN, 7x DS, 12x GBA                | Prince of Persia: The Two Thrones (GCN, 90 %) |
| 106 | 02/2006 | 04.01.2006 | The Legend of Zelda: Twilight Princess                                                            | 3x GCN, 7x DS, 8x GBA                  | Mario & Luigi: Partners in Time (DS, 88 %) |
| 107 | 03/2006 | 01.02.2006 | Resident Evil: Deadly Silence                                                                     | 5x GCN, 6x DS, 3x GBA                  | Viewtiful Joe: Double Trouble! (DS, 85 %) |
| 108 | 04/2006 | 01.03.2006 | Nintendo GameCube                                                                                 | 4x GCN, 9x DS, 4x GBA                  | Animal Crossing: Wild World (DS, 87 %), Tales of Phantasia (GBA, 87 %)                                                                               |
| 109 | 05/2006 | 05.04.2006 | New Super Mario Bros.                                                                             | 1x GCN, 7x DS, 7x GBA                  | Tetris DS (DS, 88 %) |
| 110 | 06/2006 | 03.05.2006 | Metroid Prime Hunters                                                                             | 4x GCN, 9x DS, 7x GBA                  | Metroid Prime Hunters (DS, 90 %) |
| 111 | 07/2006 | 07.06.2006 | Wii                                                                                               | 1x GCN, 8x DS, 4x GBA                  | X-Men: The Official Game (GCN, 75 %) |
| 112 | 08/2006 | 08.07.2006 | Red Steel                                                                                         | 2x GCN, 8x DS, 1x GBA                  | New Super Mario Bros. (DS, 90 %) |
| 113 | 09/2006 | 02.08.2006 | Need for Speed: Carbon                                                                            | 4x DS, 3x GBA                          | Age of Empires: The Age of Kings (DS, 83 %) |
| 114 | 10/2006 | 06.09.2006 | Wii                                                                                               | 3x GCN, 2x DS, 4x GBA                  | FIFA 07 (GCN, 89 %) |
| 115 | 11/2006 | 04.10.2006 | The Legend of Zelda: Twilight Princess                                                            | 2x GCN, 4x DS                          | Die Sims 2: Haustiere (GCN, 83 %) |
| 116 | 12/2006 | 01.11.2006 | Wii Sports                                                                                        | 1x Wii, 3x GCN, 7x DS, 6x GBA          | Tom Clancy’s Splinter Cell: Double Agent (GCN, 90 %)                                                                                                 |
| 117 | 01/2007 | 06.12.2006 | Wii                                                                                               | 14x Wii, 4x GCN, 18x DS, 6x GBA        | The Legend of Zelda: Twilight Princess (GCN, 97 %)                                                                                                   |
| 118 | 02/2007 | 03.01.2007 | Mario aus Super Smash Bros. Brawl                                                                 | 7x Wii, 3x GCN, 8x DS, 11x GBA         | WarioWare: Smooth Moves (Wii, 84 %) |
| 119 | 03/2007 | 07.02.2007 | Medal of Honor: Vanguard                                                                          | 4x Wii, 11x DS, 5x GBA                 | Castlevania: Portrait of Ruin (DS, 88 %) |
| 120 | 04/2007 | 07.03.2007 | MySims                                                                                            | 6x Wii, 9x DS, 2x GBA                  | Sonic und die Geheimen Ringe (Wii, 86 %), Tiger Woods PGA Tour 07 (Wii, 86 %)                                                                        |
| 121 | 05/2007 | 04.04.2007 | Super Mario Galaxy                                                                                | 6x Wii, 11x DS, 2x GBA                 | Hotel Dusk: Room 215 (DS, 85 %) |
| 122 | 06/2007 | 04.05.2007 | Mario Strikers Charged Football                                                                   | 6x Wii, 15x DS                         | Final Fantasy III (DS, 83 %) |
| 123 | 07/2007 | 06.06.2007 | Mario Party 8                                                                                     | 5x Wii, 9x DS                          | Anno 1701 (DS, 87 %) |
| 124 | 08/2007 | 04.07.2007 | The Legend of Zelda: Phantom Hourglass                                                            | 3x Wii, 17x DS                         | Resident Evil 4 (Wii, 92 %) |
| 125 | 09/2007 | 01.08.2007 | Mario Kart Wii                                                                                    | 8x Wii, 6x DS                          | Trauma Center: Second Opinion (Wii, 83 %) |
| 126 | 10/2007 | 05.09.2007 | Metroid Prime 3: Corruption                                                                       | 3x Wii, 8x DS                          | Super Paper Mario (Wii, 85 %) |
| 127 | 11/2007 | 02.10.2007 | Wii und Super Mario Galaxy                                                                        | 9x Wii, 11x DS                         | The Legend of Zelda: Phantom Hourglass (DS, 88 %) |
| 128 | 12/2007 | 07.11.2007 | Super Mario                                                                                       | 16x Wii, 9x DS                         | Metroid Prime 3: Corruption (Wii, 94 %) |
| 129 | 01/2008 | 05.12.2007 | Link’s Crossbow Training                                                                          | 12x Wii, 16x DS                        | Super Mario Galaxy (Wii, 96 %) |
| 130 | 02/2008 | 02.01.2008 | Super Smash Bros. Brawl                                                                           | 8x Wii, 12x DS                         | Zack & Wiki: Der Schatz von Barbaros (Wii, 85 %) |
| 131 | 03/2008 | 06.02.2008 | Super Mario, Advance Wars: Dark Conflict, Sonic Chronicles: Die Dunkle Bruderschaft               | 6x Wii, 6x DS                          | Advance Wars: Dark Conflict (DS, 87 %) |
| 132 | 04/2008 | 05.03.2008 | Mario Kart Wii                                                                                    | 10x Wii, 7x DS                         | Fire Emblem: Radiant Dawn (Wii, 88 %) |
| 133 | 05/2008 | 02.04.2008 | Mario Kart Wii                                                                                    | 16x Wii, 13x DS                        | Mario Kart Wii (Wii, 87 %) |
| 134 | 06/2008 | 07.05.2008 | Star Wars: The Force Unleashed                                                                    | 7x Wii, 12x DS                         | The World Ends with You (DS, 88 %) |
| 135 | 07/2008 | 04.06.2008 | Alone in the Dark                                                                                 | 8x Wii, 4x DS                          | Ōkami (Wii, 90 %) |
| 136 | 08/2008 | 02.07.2008 | Super Smash Bros. Brawl                                                                           | 8x Wii, 7x DS                          | Super Smash Bros. Brawl (Wii, 89 %) |
| 137 | 09/2008 | 06.08.2008 | Mario Super Sluggers                                                                              | 5x Wii, 9x DS                          | Space Invaders Extreme (DS, 86 %) |
| 138 | 10/2008 | 03.09.2008 | Wario Land: The Shake Dimension                                                                   | 7x Wii, 7x DS                          | de Blob (Wii, 87 %), Final Fantasy IV (DS, 87 %) |
| 139 | 11/2008 | 01.10.2008 | Animal Crossing: Let’s Go to the City                                                             | 6x Wii, 6x DS                          | Tiger Woods PGA Tour 09 (Wii, 86 %) |
| 140 | 12/2008 | 05.11.2008 | Spectrobes: Jenseits der Portale                                                                  | 12x Wii, 18x DS                        | Professor Layton und das geheimnisvolle Dorf (DS, 90 %)                                                                                              |
| 141 | 01/2009 | 03.12.2008 | The Conduit                                                                                       | 27x Wii, 22x DS                        | Tom Clancy’s EndWar (DS, 87 %) |
| 142 | 02/2009 | 07.01.2009 | Super Mario, Link und Grand Theft Auto: Chinatown Wars                                            | 10x Wii, 27x DS                        | Castlevania: Order of Ecclesia (DS, 87 %) |
| 143 | 03/2009 | 11.02.2009 | Wii 2.0                                                                                           | 11x Wii, 11x DS                        | Pikmin (Wii, 88 %) |
| 144 | 04/2009 | 11.03.2009 | Indiana Jones und der Stab der Könige                                                             | 8x Wii, 7x DS                          | Chrono Trigger (DS, 90 %) |
| 145 | 05/2009 | 08.04.2009 | Mario & Sonic bei den Olympischen Winterspielen                                                   | 10x Wii, 12x DS                        | Grand Theft Auto: Chinatown Wars (DS, 93 %) |
| 146 | 06/2009 | 13.05.2009 | Red Steel 2                                                                                       | 10x Wii, 15x DS                        | Pokémon Platin-Edition (DS, 89 %) |
| 147 | 07/2009 | 10.06.2009 | Wii Motion Plus                                                                                   | 19x Wii, 5x DS                         | Pikmin 2 (Wii, 89 %) |
| 148 | 08/2009 | 08.07.2009 | Super Mario Galaxy 2                                                                              | 12x Wii, 12x DS                        | Guitar Hero: Greatest Hits (Wii, 85 %) |
| 149 | 09/2009 | 12.08.2009 | Pikachu aus Pokémon                                                                               | 6x Wii, 8x DS                          | Cursed Mountain (Wii, 82 %) |
| 150 | 10/2009 | 16.09.2009 | Metroid Prime: Trilogy                                                                            | 6x Wii, 5x DS                          | Metroid Prime: Trilogy (Wii, 95 %) |
| 151 | 11/2009 | 21.10.2009 | Mario & Sonic bei den Olympischen Winterspielen                                                   | 19x Wii, 10x DS                        | Mario & Luigi: Abenteuer Bowser (DS, 88 %), Mario & Sonic bei den Olympischen Winterspielen (DS, 88 %)                                               |
| 152 | 12/2009 | 18.11.2009 | New Super Mario Bros. Wii                                                                         | 17x Wii, 6x DS                         | New Super Mario Bros. Wii (Wii, 90 %) |
| 153 | 01/2010 | 16.12.2009 | The Legend of Zelda: Spirit Tracks                                                                | 9x Wii, 10x DS                         | The Legend of Zelda: Spirit Tracks (DS, 90 %) |
| 154 | 02/2010 | 20.01.2010 | Super Mario                                                                                       | 5x Wii, 5x DS                          | Tatsunoko vs. Capcom Ultimate All-Stars (Wii, 86 %), Might and Magic: Clash of Heroes (DS, 86 %)                                                     |
| 155 | 03/2010 | 17.02.2010 | Professor Layton und die verlorene Zukunft                                                        | 5x Wii, 3x DS                          | Sonic & Sega All-Stars Racing (Wii & DS, 83 %), Super Monkey Ball: Step & Roll (Wii, 83 %)                                                           |
| 156 | 04/2010 | 17.03.2010 | Super Mario Galaxy 2                                                                              | 7x Wii, 4x DS                          | Pokémon HeartGold und SoulSilver (DS, 93 %) |
| 157 | 05/2010 | 21.04.2010 | The Legend of Zelda: Skyward Sword                                                                | 5x Wii, 5x DS                          | Monster Hunter Tri (Wii, 85 %), Sin and Punishment: Successor of the Skies (Wii, 85 %)                                                               |
| 158 | 06/2010 | 19.05.2010 | Super Mario Galaxy 2                                                                              | 8x Wii, 3x DS                          | Super Mario Galaxy 2 (Wii, 96 %) |
| 159 | 07/2010 | 16.06.2010 | Super Mario Galaxy 2                                                                              | 4x Wii, 4x DS                          | Tiger Woods PGA Tour 11 (Wii, 88 %) |
| 160 | 08/2010 | 21.07.2010 | The Legend of Zelda: Skyward Sword                                                                | 5x Wii, 4x DS                          | Dragon Quest IX: Hüter des Himmels (DS, 90 %) |
| 161 | 09/2010 | 18.08.2010 | Super Mario und Nintendo 3DS                                                                      | 5x Wii, 3x DS                          | Dementium II (DS, 85 %) |
| 162 | 10/2010 | 15.09.2010 | Mario Sports Mix                                                                                  | 8x Wii, 5x DS                          | Metroid: Other M (Wii, 91 %) |
| 163 | 11/2010 | 20.10.2010 | Professor Layton und die verlorene Zukunft                                                        | 6x Wii, 6x DS                          | Professor Layton und die verlorene Zukunft (DS, 91 %)                                                                                                |
| 164 | 12/2010 | 17.11.2010 | Donkey Kong Country Returns                                                                       | 20x Wii, 4x DS                         | DJ Hero 2 (Wii, 90 %) |
| 165 | 01/2011 | 15.12.2010 | Mario Party DS                                                                                    | 12x Wii, 7x DS                         | Donkey Kong Country Returns (Wii, 88 %) |
| 166 | 02/2011 | 19.01.2011 | Mario Sports Mix                                                                                  | 7x Wii, 6x DS                          | Kingdom Hearts Re:coded (DS, 84 %) |
| 167 | 03/2011 | 16.02.2011 | Super Mario und Nintendo 3DS                                                                      | 4x Wii, 3x DS                          | Pokémon Schwarze und Weiße Edition (DS, 93 %) |
| 168 | 04/2011 | 16.03.2011 | Super Mario und Nintendo 3DS                                                                      | 1x Wii, 7x 3DS, 3x DS                  | Ōkamiden (DS, 91 %) |
| 169 | 05/2011 | 20.04.2011 | The Legend of Zelda: Skyward Sword                                                                | 9x Wii, 9x 3DS, 2x DS                  | Conduit 2 (Wii, 85 %), Tiger Wood's PGA Tour 12: The Masters (Wii, 85 %)                                                                             |
| 170 | 06/2011 | 18.05.2011 | Wii 2                                                                                             | 5x Wii, 2x 3DS, 5x DS                  | Dragon Quest VI: Wandler zwischen den Welten (DS, 87 %)                                                                                              |
| 171 | 07/2011 | 15.06.2011 | The Legend of Zelda: Ocarina of Time 3D                                                           | 4x Wii, 3x 3DS                         | The Legend of Zelda: Ocarina of Time 3D (3DS, 90 %)                                                                                                  |
| 172 | 08/2011 | 20.07.2011 | Wii U                                                                                             | 1x Wii, 4x 3DS, 2x DS                  | Solatorobo – Red the Hunter (DS, 81 %) |
| 173 | 09/2011 | 17.08.2011 | Mario Kart 7                                                                                      | 7x Wii, 3x 3DS, 5x DS                  | Xenoblade Chronicles (Wii, 85 %) |
| 174 | 10/2011 | 21.09.2011 | Super Mario 3D Land                                                                               | 2x Wii, 4x 3DS, 1x DS                  | Aliens: Infestation (3DS, 82 %) |
| 175 | 11/2011 | 19.10.2011 | The Legend of Zelda: Skyward Sword                                                                | 3x Wii, 3x 3DS, 4x DS                  | Kirby Mass Attack (DS, 88 %) |
| 176 | 12/2011 | 16.11.2011 | Super Mario 3D Land                                                                               | 11x Wii, 11x 3DS, 1x DS                | The Legend of Zelda: Skyward Sword (Wii, 93 %) |
| 177 | 01/2012 | 21.12.2011 | Mario Kart 7                                                                                      | 9x Wii, 9x 3DS, 4x DS                  | Mario Kart 7 (3DS, 84 %) |
| 178 | 02/2012 | 18.01.2012 | Resident Evil: Revelations                                                                        | 1x Wii, 7x 3DS                         | Resident Evil: Revelations (3DS, 88 %) |
| 179 | 03/2012 | 16.02.2012 | Mario Party 9                                                                                     | 4x Wii, 2x 3DS                         | The Last Story (Wii, 80 %) |
| 180 | 04/2012 | 21.03.2012 | Kid Icarus: Uprising                                                                              | 1x Wii, 4x 3DS                         | Metal Gear Solid: Snake Eater 3D (3DS, 87 %) |
| 181 | 05/2012 | 18.04.2012 | Super Mario und Wii U                                                                             | 3x Wii, 4x 3DS                         | Bit.Trip Complete (Wii, 83 %) |
| 182 | 06/2012 | 16.05.2012 | New Super Mario Bros. 2                                                                           | 1x Wii, 3x 3DS, 1x DS                  | Inazuma Eleven 2: Feuersturm & Eissturm (DS, 84 %)                                                                                                   |
| 183 | 07/2012 | 20.06.2012 | Wii U                                                                                             | 2x Wii, 3x 3DS                         | Project Zero 2 (Wii, 79 %) |
| 184 | 08/2012 | 18.07.2012 | New Super Mario Bros. 2 und Nintendo 3DS XL                                                       | 4x Wii, 4x 3DS                         | Beat the Beat Rhythm Paradise (Wii, 87 %), Kingdom Hearts 3D: Dream Drop Distance (3DS, 87 %)                                                        |
| 185 | 09/2012 | 15.08.2012 | New Super Mario Bros. 2                                                                           | 1x Wii, 4x 3DS, 1x DS                  | New Super Mario Bros. 2 (3DS, 91 %) |
| 186 | 10/2012 | 19.09.2012 | Wii U und FIFA 13                                                                                 | 1x Wii, 1x 3DS, 1x DS                  | Inazuma Eleven Strikers (Wii, 75 %), Lernen mit Pokémon: Tasten-Abenteuer (DS, 75 %)                                                                 |
| 187 | 11/2012 | 17.10.2012 | Wii U und Super Mario                                                                             | 3x Wii, 5x 3DS, 1x DS                  | Pokémon Schwarze Edition 2 und Weiße Edition 2 (DS, 93 %)                                                                                            |
| 188 | 12/2012 | 21.11.2012 | Wii U und New Super Mario Bros. U                                                                 | 3x Wii U, 3x Wii, 4x 3DS               | New Super Mario Bros. U (Wii U, 85 %), Tekken Tag Tournament 2 (Wii U, 85 %)                                                                         |
| 189 | 01/2013 | 18.12.2012 | Super Mario                                                                                       | 15x Wii U, 1x Wii, 4x 3DS              | Assassin’s Creed III (Wii U, 88 %) |
| 190 | 02/2013 | 16.01.2013 | Wii U                                                                                             | 6x Wii U                               | Cabela’s Dangerous Hunts 2013 (Wii U, 67 %) |
| 191 | 03/2013 | 16.02.2013 | Luigi’s Mansion 2                                                                                 | 3x Wii U, 2x 3DS                       | NBA 2K13 (Wii U, 89 %) |
| 192 | 04/2013 | 20.03.2013 | Luigi’s Mansion 2                                                                                 | 2x Wii U, 2x 3DS                       | Luigi’s Mansion 2 (3DS, 85 %) |
| 193 | 05/2013 | 17.04.2013 | Fire Emblem: Awakening                                                                            | 2x Wii U, 3x 3DS                       | Fire Emblem: Awakening (3DS, 89 %) |
| 194 | 06/2013 | 15.05.2013 | Donkey Kong Country Returns 3D                                                                    | 1x Wii U, 4x 3DS                       | Donkey Kong Country Returns 3D (3DS, 86 %) |
| 195 | 07/2013 | 19.06.2013 | Game & Wario                                                                                      | 2x Wii U, 1x 3DS                       | Game & Wario (Wii U, 81 %) |
| 196 | 08/2013 | 17.07.2013 | Super Mario 3D World                                                                              | 2x Wii U, 1x 3DS                       | Pikmin 3 (Wii U, 91 %) |
| 197 | 09/2013 | 21.08.2013 | Skylanders: Swap Force                                                                            | 2x Wii U                               | The Wonderful 101 (Wii U, 83 %) |
| 198 | 10/2013 | 18.09.2013 | Pokémon X und Y                                                                                   | 5x Wii U, 1x 3DS                       | Rayman Legends (Wii U, 93 %) |
| 199 | 11/2013 | 16.10.2013 | The Legend of Zelda: The Wind Waker HD                                                            | 1x Wii U, 3x 3DS                       | Pokémon X und Y (3DS, 94 %) |
| 200 | 12/2013 | 20.11.2013 | Super Mario 3D World                                                                              | 7x Wii U, 1x Wii, 6x 3DS               | The Legend of Zelda: A Link Between Worlds (3DS, 90 %)                                                                                               |
| 201 | 01/2014 | 18.12.2013 | Super Mario 3D World                                                                              | 4x Wii U, 3x 3DS                       | Super Mario 3D World (Wii U, 92 %) |
| 202 | 02/2014 | 15.01.2014 | Super Smash Bros. for Nintendo 3DS / for Wii U                                                    | 1x Wii U, 1x 3DS                       | Scribblenauts Unlimited (Wii U, 76 %) |
| 203 | 03/2014 | 19.02.2014 | Donkey Kong Country: Tropical Freeze                                                              | 2x Wii U, 1x 3DS                       | Donkey Kong Country: Tropical Freeze (Wii U, 89 %)                                                                                                   |
| 204 | 04/2014 | 19.03.2014 | Professor Layton vs. Phoenix Wright: Ace Attorney                                                 | 3x 3DS                                 | Professor Layton vs. Phoenix Wright: Ace Attorney (3DS, 87 %)                                                                                        |
| 205 | 05/2014 | 16.04.2014 | Mario Kart 8                                                                                      | 1x Wii U, 1x 3DS                       | Pac-Man und die Geisterabenteuer (Wii U, 64 %) |
| 206 | 06/2014 | 21.05.2014 | Mario Kart 8 und Super Smash Bros. for Nintendo 3DS / for Wii U                                   | 4x Wii U, 6x 3DS                       | Mario Kart 8 (Wii U, 89 %) |
| 207 | 07/2014 | 25.06.2014 | Hyrule Warriors                                                                                   | 2x 3DS                                 | Tomodachi Life (3DS, 85 %) |
| 208 | 08/2014 | 23.07.2014 | Super Mario Galaxy, Metroid, F-Zero                                                               | 4x Wii U, 4x 3DS                       | Guacamelee! Super Turbo Championship Edition (Wii U, 88 %)                                                                                           |
| 209 | 09/2014 | 20.08.2014 | Hyrule Warriors                                                                                   | 1x Wii U, 2x 3DS                       | Lego Ninjago: Nindroids (3DS, 66 %) |
| 210 | 10/2014 | 17.09.2014 | Super Smash Bros. for Nintendo 3DS                                                                | 1x Wii U, 2x 3DS                       | Fantasy Life (3DS, 87 %) |
| 211 | 11/2014 | 15.10.2014 | Super Smash Bros. for Nintendo 3DS                                                                | 4x Wii U, 1x Wii, 4x 3DS               | Bayonetta 2 (Wii U, 93 %) |
| 212 | 12/2014 | 19.11.2014 | Pokémon Omega Rubin und Alpha Saphir                                                              | 1x Wii U, 1x Wii, 4x 3DS               | Shin Megami Tensei 4 (3DS, 88 %) |
| 213 | 01/2015 | 17.12.2014 | Super Smash Bros. for Wii U                                                                       | 5x Wii U, 5x 3DS                       | Super Smash Bros. for Wii U (Wii U, 91 %) |
| 214 | 02/2015 | 21.01.2015 | The Legend of Zelda                                                                               | 2x 3DS                                 | Rune Factory 4 (3DS, 87 %) |
| 215 | 03/2015 | 18.02.2015 | The Legend of Zelda: Majora's Mask 3D                                                             | 2x 3DS                                 | The Legend of Zelda: Majora's Mask 3D (3DS, 92 %) |
| 216 | 04/2015 | 18.03.2015 | Mario Party 10                                                                                    | 3x Wii U, 8x 3DS                       | Shantae and the Pirate’s Curse (Wii U, 88 %) |
| 217 | 05/2015 | 15.04.2015 | Splatoon                                                                                          | 1x Wii U, 1x New 3DS, 1x 3DS           | Xenoblade Chronicles 3D (New 3DS, 85 %) |
| 218 | 06/2015 | 20.05.2015 | Yoshi’s Woolly World                                                                              | 3x 3DS                                 | Puzzle & Dragons Z + Super Mario Bros. Edition (3DS, 87 %)                                                                                           |
| 219 | 07/2015 | 17.06.2015 | Splatoon                                                                                          | 3x Wii U, 2x 3DS                       | Splatoon (Wii U, 90 %) |
| 220 | 08/2015 | 15.07.2015 | Super Mario Maker                                                                                 | 2x Wii U, 2x 3DS                       | Yoshi’s Woolly World (Wii U, 83 %) |
| 221 | 09/2015 | 19.08.2015 | Pokémon                                                                                           | 2x Wii U                               | Legend of Kay Anniversary (Wii U, 71 %) |
| 222 | 10/2015 | 16.09.2015 | Super Mario Maker                                                                                 | 3x Wii U, 2x 3DS                       | Super Mario Maker (Wii U, 85 %) |
| 223 | 11/2015 | 21.10.2015 | The Legend of Zelda: Tri Force Heroes                                                             | 3x Wii U, 6x 3DS                       | Hatsune Miku Project Mirai DX (3DS, 87 %) |
| 224 | 12/2015 | 18.11.2015 | Mario Tennis: Ultra Smash                                                                         | 4x Wii U, 3x 3DS                       | Shin Megami Tensei: Devil Survivor 2 – Record Breaker (3DS, 84 %)                                                                                    |
| 225 | 01/2016 | 16.12.2015 | Mario & Luigi: Paper Jam Bros.                                                                    | 3x Wii U, 2x 3DS                       | Xenoblade Chronicles X (Wii U, 87 %), Mario & Luigi: Paper Jam Bros. (3DS, 87 %)                                                                     |
| 226 | 02/2016 | 20.01.2016 | Lego Marvel's Avengers                                                                            | 2x Wii U, 1x 3DS                       | Fast Racing Neo (Wii U, 86 %) |
| 227 | 03/2016 | 17.02.2016 | The Legend of Zelda: Twilight Princess HD                                                         | 1x Wii U, 6x 3DS                       | Bravely Second: End Layer (3DS, 88 %) |
| 228 | 04/2016 | 16.03.2016 | Pokémon Tekken                                                                                    | 2x Wii U, 2x 3DS                       | The Legend of Zelda: Twilight Princess HD (Wii U, 88 %)                                                                                              |
| 229 | 05/2016 | 20.04.2016 | Star Fox Zero                                                                                     | 2x Wii U, 4x 3DS, 1x Mobile            | Yo-kai Watch (3DS, 89 %) |
| 230 | 06/2016 | 18.05.2016 | The Legend of Zelda: Breath of the Wild                                                           | 2x Wii U, 2x 3DS                       | Fire Emblem Fates (3DS, 90 %) |
| 231 | 07/2016 | 15.06.2016 | Kirby: Planet Robobot                                                                             | 1x Wii U, 1x 3DS                       | Tokyo Mirage Sessions #FE (Wii U, 81 %) |
| 232 | 08/2016 | 20.07.2016 | The Legend of Zelda: Breath of the Wild                                                           | 4x Wii U, 4x 3DS                       | Monster Hunter Generations (3DS, 82 %) |
| 233 | 09/2016 | 17.08.2016 | Metroid                                                                                           | 1x Mobile                              | Pokémon Go (Mobile, 70 %) |
| 234 | 10/2016 | 21.09.2016 | Pokémon Sonne und Mond                                                                            | 1x Wii U, 3x 3DS                       | Phoenix Wright: Ace Attorney - Spirit of Justice (3DS, 87 %)                                                                                         |
| 235 | 11/2016 | 19.10.2016 | Paper Mario: Color Splash                                                                         | 1x Wii U, 4x 3DS                       | Paper Mario: Color Splash (Wii U, 86 %) |
| 236 | 12/2016 | 16.11.2016 | Nintendo Switch                                                                                   | 1x Wii U                               | Skylanders: Imaginators (Wii U, 83 %) |
| 237 | 01/2017 | 21.12.2016 | Super Mario Run                                                                                   | 5x 3DS                                 | Pokémon Sonne und Mond (3DS, 90 %) |
| 238 | 02/2017 | 18.01.2017 | Nintendo Switch                                                                                   | 2x Wii U, 1x 3DS, 1x Mobile            | Dragon Quest VIII: Die Reise des verwunschenen Königs (3DS, 92 %)                                                                                    |
| 239 | 03/2017 | 15.02.2017 | Nintendo Switch                                                                                   | 2x 3DS                                 | Poochy & Yoshi’s Woolly World (3DS, 83 %) |
| 240 | 04/2017 | 15.03.2017 | The Legend of Zelda: Breath of the Wild                                                           | 4x Switch, 1x Wii U, 1x 3DS, 1x Mobile | The Legend of Zelda: Breath of the Wild (Switch, 94 %)                                                                                               |
| 241 | 05/2017 | 19.04.2017 | Mario Kart 8 Deluxe                                                                               | 8x Switch, 1x 3DS                      | Mario Kart 8 Deluxe (Switch, 91 %) |
| 242 | 06/2017 | 17.05.2017 | ARMS und Splatoon 2                                                                               | 3x Switch, 1x 3DS                      | Fire Emblem Echoes: Shadows of Valentia (3DS, 88 %)                                                                                                  |
| 243 | 07/2017 | 28.06.2017 | Super Mario Odyssey                                                                               | 5x Switch, 3x 3DS                      | ARMS (Switch, 82 %), Disgaea 5 Complete (Switch, 82 %)                                                                                               |
| 244 | 08/2017 | 26.07.2017 | Splatoon 2                                                                                        | 1x Switch, 4x 3DS                      | Splatoon 2 (Switch, 91 %) |
| 245 | 09/2017 | 23.08.2017 | Mario + Rabbids Kingdom Battle                                                                    | 5x Switch                              | Sonic Mania (Switch, 82 %) |
| 246 | 10/2017 | 20.09.2017 | Metroid: Samus Returns                                                                            | 5x Switch, 2x 3DS                      | Rayman Legends (Switch, 90 %), Metroid: Samus Returns (3DS, 90 %)                                                                                    |
| 247 | 11/2017 | 18.10.2017 | Super Mario Odyssey                                                                               | 10x Switch, 1x Wii U, 4x 3DS           | NBA 2K18 (Switch, 90 %) |
| 248 | 12/2017 | 15.11.2017 | The Elder Scrolls V: Skyrim                                                                       | 5x Switch, 3x 3DS                      | Super Mario Odyssey (Switch, 88 %), Etrian Odyssey V: Beyond the Myth (Switch, 88 %)                                                                 |
| 249 | 01/2018 | 20.12.2017 | Xenoblade Chronicles 2                                                                            | 11x Switch, 2x 3DS, 1x Mobile          | Rocket League (Switch, 90 %), Pokémon Ultrasonne und Ultramond (3DS, 90 %)                                                                           |
| 250 | 02/2018 | 17.01.2018 | Super Mario und Nintendo Switch                                                                   | 3x Switch, 1x 3DS                      | Lego Marvel Super Heroes 2 (Switch, 80 %) |
| 251 | 03/2018 | 21.02.2018 | Dark Souls                                                                                        | 5x Switch                              | Bayonetta 2 (Switch, 90 %) |
| 252 | 04/2018 | 21.03.2018 | Kirby Star Allies                                                                                 | 9x Switch, 1x 3DS                      | Radiant Historia: Perfect Chronology (3DS, 85 %) |
| 253 | 05/2018 | 18.04.2018 | Super Smash Bros. Ultimate                                                                        | 3x Switch, 1x 3DS                      | Outlast 2 (Switch, 80 %), Attack on Titan 2 (Switch, 80 %)                                                                                           |
| 254 | 06/2018 | 16.05.2018 | Pikachu, Super Mario und Samus Aran                                                               | 4x Switch                              | Donkey Kong Country: Tropical Freeze (Switch, 90 %)                                                                                                  |
| 255 | 07/2018 | 13.06.2018 | Mario Tennis Aces                                                                                 | 6x Switch, 2x 3DS                      | Hyrule Warriors Definitive Edition (Switch, 80 %), Sushi Striker (Switch, 3DS, 80 %), Street Fighter 30th Anniversary Collection (Switch, 80 %)      |
| 256 | 08/2018 | 18.07.2018 | Super Smash Bros. Ultimate                                                                        | 10x Switch, 1x 3DS, 1x Mobile          | Inside (Switch, 91 %) |
| 257 | 09/2018 | 15.08.2018 | The Legend of Zelda                                                                               | 9x Switch, 1x 3DS                      | Runbow (Switch, 84 %) |
| 258 | 10/2018 | 19.09.2018 | Super Mario Party                                                                                 | 7x Switch, 1x 3DS                      | Into the Breach (Switch, 88 %) |
| 259 | 11/2018 | 17.10.2018 | New Super Mario Bros. U Deluxe                                                                    | 12x Switch, 1x 3DS                     | Hyper Light Drifter Special Edition (Switch, 86 %)                                                                                                   |
| 260 | 12/2018 | 21.11.2018 | Pokémon: Let’s Go, Pikachu! und Let’s Go, Evoli!                                                  | 15x Switch                             | Diablo III Eternal Collection (Switch, 90 %) |
| 261 | 01/2019 | 19.12.2018 | Super Smash Bros. Ultimate                                                                        | 13x Switch, 1x 3DS                     | Super Smash Bros. Ultimate (Switch, 91 %) |
| 262 | 02/2019 | 16.01.2019 | Pokémon, Super Mario Party, Super Smash Bros. Ultimate, Fortnite, Celeste                         | 7x Switch                              | New Super Mario Bros. U Deluxe (Switch, 85 %) |
| 263 | 03/2019 | 20.02.2019 | Super Mario                                                                                       | 6x Switch, 1x 3DS                      | Mario & Luigi: Abenteuer Bowser (3DS, 88 %) |
| 264 | 04/2019 | 20.03.2019 | Super Mario Maker 2                                                                               | 5x Switch, 1x 3DS                      | Tetris 99 (Switch, 8/10), Kirby und das extra magische Garn (3DS, 8/10)                                                                              |
| 265 | 05/2019 | 17.04.2019 | Yoshi’s Crafted World                                                                             | 7x Switch                              | Telltale's The Walking Dead: The Final Season (Switch, 9/10), Baba Is You (Switch, 9/10)                                                             |
| 266 | 06/2019 | 15.05.2019 | Super Mario und Nintendo Switch                                                                   | 9x Switch                              | Hellblade: Senua’s Sacrifice (Switch, 9/10), Cuphead (Switch, 9/10)                                                                                  |
| 267 | 07/2019 | 19.06.2019 | Super Mario Maker 2                                                                               | 14x Switch                             | Final Fantasy XII: The Zodiac Age (Switch, 9/10), Brothers: A Tale of Two Sons (Switch, 9/10)                                                        |
| 268 | 08/2019 | 17.07.2019 | The Legend of Zelda                                                                               | 11x Switch, 1x 3DS                     | Super Mario Maker 2 (Switch, 9/10) |
| 269 | 09/2019 | 21.08.2019 | Fire Emblem: Three Houses                                                                         | 9x Switch, 1x Mobile                   | Fire Emblem: Three Houses (Switch, 9/10) |
| 270 | 10/2019 | 18.09.2019 | Mario Kart Tour                                                                                   | 10x Switch, 1x Mobile                  | Astral Chain (Switch, 8/10), Superhot (Switch, 8/10) und 6 weitere mit der Wertung 8/10                                                              |
| 271 | 11/2019 | 16.10.2019 | The Legend of Zelda: Link’s Awakening                                                             | 11x Switch, 1x Mobile                  | Divinity: Original Sin II (Switch, 10/10) |
| 272 | 12/2019 | 20.11.2019 | Luigi’s Mansion 3                                                                                 | 15x Switch                             | 9/10: Luigi’s Mansion 3, The Witcher 3: Wild Hunt |
| 273 | 01/2020 | 18.12.2019 | Pokémon Schwert und Schild                                                                        | 10x Switch                             | 8/10: Pokémon Schwert und Schild, Layton’s Mystery Journey: Katrielle und die Verschwörung der Millionäre, New Super Lucky's Tale, Children of Morta |
| 274 | 02/2020 | 15.01.2020 | Highlights 2019                                                                                   | 4x Switch                              | 8/10: Dr. Kawashimas Gehirn-Jogging |
| 275 | 03/2020 | 19.02.2020 | Pokémon Mystery Dungeon: Retterteam DX                                                            | 6x Switch                              | 9/10: Shovel Knight: King of Cards |
| 276 | 04/2020 | 18.03.2020 | Animal Crossing: New Horizons                                                                     | 13x Switch                             | 9/10: Animal Crossing: New Horizons, Metro Redux, Florence                                                                                           |
| 277 | 05/2020 | 15.04.2020 | Animal Crossing: New Horizons                                                                     | 3x Switch                              | 7/10: Doom 64, Saints Row IV Re-Elected |
| 278 | 06/2020 | 20.05.2020 | Xenoblade Chronicles: Definitive Edition                                                          | 10x Switch                             | 9/10: Trials of Mana, Streets of Rage 4 |
| 279 | 07/2020 | 17.06.2020 | Xenoblade Chronicles: Definitive Edition                                                          | 10x Switch                             | 9/10: Xenoblade Chronicles: Definitive Edition, BioShock: The Collection, Xcom 2 Collection, What the Golf?                                          |
| 280 | 08/2020 | 15.07.2020 | Pokémon Schwert und Schild                                                                        | 10x Switch                             | 8/10: CrossCode, Burnout Paradise Remastered |
| 281 | 09/2020 | 19.08.2020 | Paper Mario: The Origami King                                                                     | 11x Switch                             | 9/10: Carion |
| 282 | 10/2020 | 16.09.2020 | Pikmin 3 Deluxe                                                                                   | 9x Switch                              | 9/10: Through the Darkest of Times, Spiritfarer |
| 283 | 11/2020 | 21.10.2020 | Hyrule Warriors: Zeit der Verheerung                                                              | 11x Switch                             | 9/10: Ori and the Will of the Wisps, Hades |
| 284 | 12/2020 | 18.11.2020 | Pokémon Schwert und Schild                                                                        | 13x Switch                             | 9/10: Pikmin 3 Deluxe, A Short Hike |
| 285 | 01/2021 | 16.12.2020 | Super Mario Party                                                                                 | 12x Switch                             | 9/10: Ghostrunner |
| 286 | 02/2021 | 20.01.2021 | Super Mario Galaxy, Hyrule Warriors: Zeit der Verheerung, Pikmin 3, Animal Crossing: New Horizons | 11x Switch                             | 8/10: Doom Eternal, Sakura of Rice and Run, Picross S5, Pixeljunk Eden 2, Quiplash 2                                                                 |
| 287 | 03/2021 | 17.02.2021 | Super Mario 3D World + Bowser's Fury                                                              | 9x Switch                              | 9/10: Super Mario 3D World + Bowser's Fury |
| 288 | 04/2021 | 17.03.2021 | Mario Golf: Super Rush                                                                            | 8x Switch                              | 9/10: Bravely Default 2 |
| 289 | 05/2021 | 21.04.2021 | Monster Hunter Rise                                                                               | 9x Switch                              | 9/10: Monster Hunter Rise |
| 290 | 06/2021 | 19.05.2021 | New Pokémon Snap                                                                                  | 5x Switch                              | 9/10: Fez |
| 291 | 07/2021 | 16.06.2021 | The Legend of Zelda: Phantom Hourglass                                                            | 9x Switch                              | 8/10: Subnautica, Subnautica: Below Zero, Miitopia, Turnip Boy Commits Tax Evasion                                                                   |
| 292 | 08/2021 | 21.07.2021 | Mario Party Superstars                                                                            | 8x Switch                              | 8/10: Mario Golf: Super Rush, Tony Hawk’s Pro Skater 1 + 2, Spiele-Studio + 2 weitere                                                                |
| 293 | 09/2021 | 18.08.2021 | The Legend of Zelda: Skyward Sword HD                                                             | 9x Switch                              | 8/10: The Legend of Zelda: Skyward Sword HD, Doki Doki Literature Club Plus!, Cristales + 3 weitere                                                  |
| 294 | 10/2021 | 15.09.2021 | WarioWare: Get It Together!                                                                       | 10x Switch                             | 8/10: Quake, Haven Park, Monster Train First Class, Unbound: Worlds Apart                                                                            |
| 295 | 11/2021 | 20.10.2021 | Metroid Dread                                                                                     | 10x Switch                             | 9/10: Metroid Dread, Dojoran |
| 296 | 12/2021 | 17.11.2021 | Mario Party Superstars                                                                            | 7x Switch                              | 8/10: Mario Party Superstars, Shin Megami Tensei V, Crysis Remastered Trilogy, The Jackbox Party Pack                                                |
| 297 | 01/2022 | 15.12.2021 | Pokémon Strahlender Diamant und Leuchtende Perle                                                  | 9x Switch                              | 8/10: Super Monkey Ball: Banana Mania, Beyond a Steel Sky, Unpacking, Death's Door, Football Manager 2022 Touch                                      |
| 298 | 02/2022 | 19.01.2022 | Super Mario und Sonic Frontiers                                                                   | 10x Switch                             | 9/10: Chicory: A Colorful Tale |
| 299 | 03/2022 | 16.02.2022 | Pokémon-Legenden: Arceus                                                                          | 8x Switch                              | 8/10: Ruined King, To Be or Not To Be, Lacuna, The Artful Escape                                                                                     |
| 300 | 04/2022 | 16.03.2022 | Nintendo Switch Sports, Splatoon, Kirby                                                           | 11x Switch                             | 9/10: Triangle Strategy |
| 301 | 05/2022 | 20.04.2022 | Kirby und das Vergessene Land                                                                     | 2x Switch                              | 9/10: Kirby und das Vergessene Land |
| 302 | 06/2022 | 18.05.2022 | Super Mario Odyssey                                                                               | 4x Switch                              | 9/10: 13 Sentinels: Aegis Rim |
| 303 | 07/2022 | 15.06.2022 | Mario Strikers: Battle League Football                                                            | 3x Switch                              | 8/10: Bugsnax, A Musical Story |
| 304 | 08/2022 | 20.07.2022 | Mario + Rabbids: Sparks of Hope                                                                   | 6x Switch                              | 9/10: Teenage Mutant Ninja Turtles: Shredder's Revenge                                                                                               |
| 305 | 09/2022 | 17.08.2022 | Xenoblade Chronicles 3                                                                            | 6x Switch                              | 10/10: Portal Begleiterkollektion |
| 306 | 10/2022 | 21.09.2022 | Splatoon 3                                                                                        | 7x Switch                              | 9/10: Splatoon 3, Two Point Campus, Cult of the Lamb                                                                                                 |
| 307 | 11/2022 | 19.10.2022 | The Legend of Zelda: Tears of the Kingdom                                                         | 4x Switch                              | 8/10: Return to Monkey Island, Dorfromantik, Tunic, Islets                                                                                           |
| 308 | 12/2022 | 16.11.2022 | Pokémon Karmesin und Purpur                                                                       | 8x Switch                              | 9/10: Bayonetta 3, Nier: Automata - The End of Yorha Edition                                                                                         |
| 309 | 01/2023 | 21.12.2022 | Pokémon Karmesin und Purpur                                                                       | 6x Switch                              | 9/10: Inscryption |
| 310 | 02/2023 | 18.01.2023 | Mario, Kirby, Pokémon Karmesin und Purpur, Splatoon 3                                             | 2x Switch                              | 9/10: Crisis Core: Final Fantasy VII Reunion |
| 311 | 03/2023 | 15.02.2023 | The Legend of Zelda: A Link to the Past                                                           | 3x Switch                              | 9/10: Chained Echoes |
| 312 | 04/2023 | 15.03.2023 | The Legend of Zelda: Tears of the Kingdom                                                         | 5x Switch                              | 9/10: Metroid Prime Remastered |
| 313 | 05/2023 | 19.04.2023 | Der Super Mario Bros. Film                                                                        | 3x Switch                              | 8/10: Bayonetta Origins: Cereza and the Lost Demon, Have a Nice Death                                                                                |
| 314 | 06/2023 | 17.05.2023 | The Legend of Zelda: Tears of the Kingdom                                                         | 1x Switch                              | 8/10: Minecraft Legends |
| 315 | 07/2023 | 21.06.2023 | The Legend of Zelda: Tears of the Kingdom                                                         | 2x Switch                              | 9/10: The Legend of Zelda: Tears of the Kingdom |
| 316 | 08/2023 | 19.07.2023 | Super Mario Bros. Wonder                                                                          | 4x Switch                              | 8/10: Pikmin 1+2, Ghost Trick |
| 317 | 09/2023 | 16.08.2023 | Mario Kart 8                                                                                      | 4x Switch                              | 9/10: Pikmin 4 |
| 318 | 10/2023 | 22.09.2023 | Super Mario Bros. Wonder                                                                          | 3x Switch                              | 9/10: Red Dead Redemption, Blasphemous 2 |
| 319 | 11/2023 | 20.10.2023 | Meisterdetektiv Pikachu kehrt zurück                                                              | 10x Switch                             | 8/10: F-Zero 99, Faefarm |
| 320 | 12/2023 | 17.11.2023 | Super Mario Bros. Wonder                                                                          | 6x Switch                              | 9/10: Super Mario Bros. Wonder |
| 321 | 01/2024 | 15.12.2023 | Super Mario RPG                                                                                   | 5x Switch                              | 9/10: WarioWare: Move It! |
| 322 | 02/2024 | 19.01.2024 | Super Mario Bros. Wonder                                                                          | 4x Switch                              | 8/10: Steamworld Build, Gothic II, Roots of Pacha |
| 323 | 03/2024 | 16.02.2024 | Mario vs. Donkey Kong                                                                             | 5x Switch                              | 9/10: Prince of Persia: The Lost Crown |
| 324 | 04/2024 | 15.03.2024 | Princess Peach: Showtime!                                                                         | 5x Switch                              | 9/10: Pentiment, Balatro |
| 325 | 05/2024 | 19.04.2024 | Princess Peach: Showtime!                                                                         | 5x Switch                              | 8/10: Princess Peach: Showtime! |
| 326 | 06/2024 | 17.05.2024 | Paper Mario: Die Legende vom Äonentor                                                             | 4x Switch                              | 8/10: Another Crab's Treasure |
| 327 | 07/2024 | 21.06.2024 | Luigi’s Mansion 2 HD                                                                              | 4x Switch                              | 9/10: Paper Mario: Die Legende vom Äonentor, Animal Well                                                                                             |
| 328 | 08/2024 | 19.07.2024 | Luigi’s Mansion 2 HD                                                                              | 3x Switch                              | 8/10: Luigi’s Mansion 2 HD, Super Monkey Ball: Banana Rumble                                                                                         |
| 329 | 09/2024 | 16.08.2024 | The Legend of Zelda: Echoes of Wisdom                                                             | 6x Switch                              | 8/10: Nintendo World Championships: NES Edition, Ace Combat 7: Skies Unknown, Darkest Dungeon 2                                                      |
| 330 | 10/2024 | 20.09.2024 | Super Mario Party Jamboree                                                                        | 4x Switch                              | 9/10: SteamWorld Heist 2 |
| 331 | 11/2024 | 18.10.2024 | The Legend of Zelda: Echoes of Wisdom                                                             | 6x Switch                              | 9/10: Crypt Custodian |
| 332 | 12/2024 | 15.11.2024 | Super Mario Party Jamboree                                                                        | 4x Switch                              | 8/10: Super Mario Party Jamboree, Drova, Nikoderiko: The Magical World                                                                               |
| 333 | 01/2025 | 20.12.2024 | Mario & Luigi: Brothership                                                                        | 7x Switch                              | 9/10: Lego Horizon Adventures, Dragon Quest 3 HD-2D Remake                                                                                           |
| 334 | 02/2025 | 17.01.2025 | Donkey Kong Country Returns HD, Metroid Prime 4: Beyond                                           | 3x Switch                              | 9/10: Loco Motive |
| 335 | 03/2025 | 21.02.2025 | Donkey Kong Country Returns HD                                                                    | 2x Switch                              | 9/10: Guilty Gear: Strive |
| 336 | 04/2025 | 21.03.2025 | Die 100 besten Switch-Spiele                                                                      | 3x Switch                              | 8/10: Suikoden I & II HD Remaster |
| 337 | 05/2025 | 18.04.2025 | Nintendo Switch 2                                                                                 | 1x Switch                              | 8/10: Xenoblade Chronicles X: Definitive Edition |
| 338 | 06/2025 | 16.05.2025 | Mario Kart World                                                                                  | 1x Switch                              | 8/10: MotoGP 25 |
| 339 | 07/2025 | 20.06.2025 | Nintendo Switch 2 und Mario Kart World                                                            | 2x Switch                              | 10/10: Split Fiction |
| 340 | 08/2025 | 18.07.2025 | Mario Kart World                                                                                  | 5x Switch 2, 1x Switch                 | 9/10: Street Fighter 6, Deltarune |
| 341 | 09/2025 | 15.08.2025 | Donkey Kong Bananza                                                                               | 3x Switch 2, 4x Switch                 | 9/10: Donkey Kong Bananza, Tony Hawk’s Pro Skater 3 + 4, Lost in Random: The Eternal Die                                                             |
| 342 | 10/2025 | 19.09.2025 |                                                                                                   |                                        | |

## Auflagenstatistik
Im vierten Quartal 2008 lag die durchschnittliche monatlich verkaufte Auflage nach IVW bei 18.247 Exemplaren. Das sind 21,9 Prozent (= 5.126) weniger Hefte als im Vergleichsquartal des Vorjahres. Die Abonnentenzahl nahm innerhalb eines Jahres um 15,3 Prozent auf 6.313 Abonnenten ab. Damals bezogen 34,6 Prozent der Leser die Zeitschrift im Abonnement. Ihren Höhepunkt hatte die N-Zone im zweiten Quartal 2000 (April bis Juni) mit im Monat im Durchschnitt 110.399 verkauften Ausgaben.
Auf eigenen Wunsch trat die N-Zone im 3. Quartal 2009 aus der IVW-Zählung aus. Im Jahr 2017 gab der Verlag eine Auflage von 13.400 Exemplaren an, welche im Jahr 2020 auf 12.100 Exemplare herunter gesetzt wurde. Im Jahr 2021 wurden noch 9.000 Exemplare gedruckt, im Jahr 2022 noch 7.200 Exemplare. Für das Jahr 2023 wurde die Auflage mit 6.700 Exemplaren angegeben, für das Jahr 2024 noch mit 6.100 Exemplaren. 2025 wird die Auflage mit 5.800 Exemplaren angegeben.
| Anzahl der monatlich verkauften Ausgaben | Anzahl der monatlich verkauften Ausgaben | Anzahl der monatlich verkauften Ausgaben | Anzahl der monatlich verkauften Ausgaben | Anzahl der monatlich verkauften Ausgaben |
| ---------------------------------------- | ---------------------------------------- | ---------------------------------------- | ---------------------------------------- | ---------------------------------------- |
| Quartal                                  |                                          |                                          | Auflage a                                |                                          |
| IV/1998                                  | IV/1998                                  |                                          | 72.608                                   | 72.608                                   |
| IV/1999                                  | IV/1999                                  |                                          | 66.723                                   | 66.723                                   |
| IV/2000                                  | IV/2000                                  |                                          | 54.651                                   | 54.651                                   |
| IV/2001                                  | IV/2001                                  |                                          | 45.930                                   | 45.930                                   |
| IV/2002                                  | IV/2002                                  |                                          | 39.145                                   | 39.145                                   |
| IV/2003                                  | IV/2003                                  |                                          | 33.356                                   | 33.356                                   |
| IV/2004                                  | IV/2004                                  |                                          | 27.218                                   | 27.218                                   |
| IV/2005                                  | IV/2005                                  |                                          | 25.114                                   | 25.114                                   |
| IV/2006                                  | IV/2006                                  |                                          | 31.438                                   | 31.438                                   |
| IV/2007                                  | IV/2007                                  |                                          | 23.373                                   | 23.373                                   |
| IV/2008                                  | IV/2008                                  |                                          | 18.247                                   | 18.247                                   |
| II/2009                                  | II/2009                                  |                                          | 14.984                                   | 14.984                                   |
| II/2017                                  | II/2017                                  |                                          | 13.400                                   | 13.400                                   |
| II/2020                                  | II/2020                                  |                                          | 12.100                                   | 12.100                                   |
| II/2021                                  | II/2021                                  |                                          | 9.000                                    | 9.000                                    |
| II/2022                                  | II/2022                                  |                                          | 7.200                                    | 7.200                                    |
| II/2023                                  | II/2023                                  |                                          | 6.700                                    | 6.700                                    |
| II/2024                                  | II/2024                                  |                                          | 6.100                                    | 6.100                                    |
| II/2025                                  | II/2025                                  |                                          | 5.800                                    | 5.800                                    |
| Quelle: IVW                              |                                          |                                          |                                          |                                          |

| Anzahl der monatlich verkauften Abonnements | Anzahl der monatlich verkauften Abonnements | Anzahl der monatlich verkauften Abonnements | Anzahl der monatlich verkauften Abonnements | Anzahl der monatlich verkauften Abonnements |
| ------------------------------------------- | ------------------------------------------- | ------------------------------------------- | ------------------------------------------- | ------------------------------------------- |
| Quartal                                     |                                             |                                             | Abos a                                      |                                             |
| IV/1998                                     | IV/1998                                     |                                             | 7.792                                       | 7.792                                       |
| IV/1999                                     | IV/1999                                     |                                             | 8.957                                       | 8.957                                       |
| IV/2000                                     | IV/2000                                     |                                             | 7.830                                       | 7.830                                       |
| IV/2001                                     | IV/2001                                     |                                             | 5.545                                       | 5.545                                       |
| IV/2002                                     | IV/2002                                     |                                             | 11.698                                      | 11.698                                      |
| IV/2003                                     | IV/2003                                     |                                             | 9.192                                       | 9.192                                       |
| IV/2004                                     | IV/2004                                     |                                             | 8.855                                       | 8.855                                       |
| IV/2005                                     | IV/2005                                     |                                             | 7.948                                       | 7.948                                       |
| IV/2006                                     | IV/2006                                     |                                             | 7.881                                       | 7.881                                       |
| IV/2007                                     | IV/2007                                     |                                             | 7.452                                       | 7.452                                       |
| IV/2008                                     | IV/2008                                     |                                             | 6.313                                       | 6.313                                       |
| Quelle: IVW                                 |                                             |                                             |                                             |                                             |